# Косапан
Косапа́н (каз. Қосапан) — село у складі району Турара Рискулова Жамбильської області Казахстану. Входить до складу Когершинського сільського округу.
Населення — 0 осіб (2021; 93 у 2009, 113 у 1999, 266 у 1989).